# نزعة اجتماعية

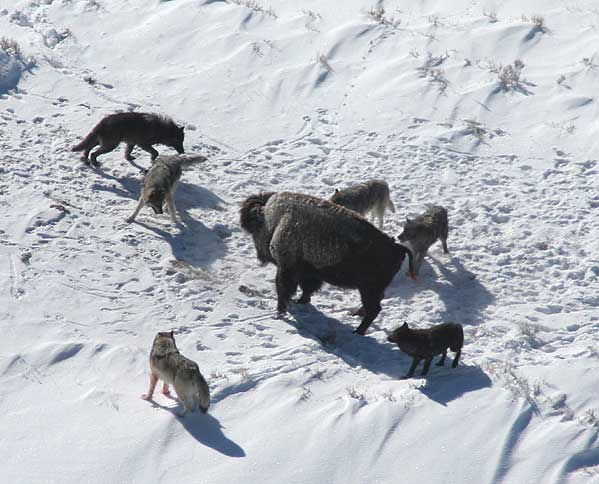
مجموعة من الذئاب الرمادية وهي تصيد.

النزعة الاجتماعية، هي مدى ميل الأفراد في القطّاع الحيواني إلى الانضمام إلى مجموعات اجتماعية (مُخالطية اجتماعية) وتشكيل مجتمعات تعاونية.
النزعة الاجتماعي هي استجابة البقاء ردًا على الضغوط التطوّرية. على سبيل المثال، تصبح الطفيليات أقل ميلًا إلى أكل اليرقات عندما تبقى النزبار الأم بالقرب من يرقاتها في العش. يعتقد علماء الأحياء أن ضغوط الطفيليات وغيرها من الحيوانات المفترسة هي من اصطفت هذا السلوك في الزنبار المنتمي إلى فصيلة الزنبورية.
يدلّ سلوك الزنبار هذا على أهم سمات النزعة الاجتماعية الحيوانية، ألا وهي الاستثمار الأبوي. يتجسّد الاستثمار الأبوي في أيّ شكل من أشكال إنفاق الموارد (الوقت، والطاقة، ورأس المال الاجتماعي) بهدف استفادة الفرد من ذرّيته. ينتقص الاستثمار الأبوي من قدرة الوالدين على التكاثر ومساعدة أفراد الأسرة في المستقبل (بما في ذلك الذرّيات الأخرى). يُعتبر الحيوان الذي يهتم بصغاره دون أن يُظهر أي سمات اجتماعية أخرى حيوانًا دون الاجتماعية.
يُطلق على الحيوان الذي يُظهر نزعة اجتماعية كبيرة اسم الحيوان الاجتماعي. تُسمّى أعلى درجة من درجات النزعة الاجتماعية التي يعترف بها العلماء في البيولوجيا الاجتماعية «الاجتماعية العليا». تتمثّل الأصنوفات الاجتماعية العليا بتلك الحيوانات التي تمتلك أجيالًا متدخلة، وتقسيم إنتاجي للعمل، ورعاية تعاونية للصغار، بالإضافة إلى امتلاكها لنظام طوائف أثنية بيولوجي في معظم الحالات المضبوطة.

## ما قبل النزعة الاجتماعية
لا تنضمّ الحيوانات الانفرادية –مثل اليغور- إلى مجموعات اجتماعية باستثناء حالات المغازلة والتزاوج. تُظهر بعض الأصنوفات الحيوانية ميلًا إلى النزعة الاجتماعية خارج حدود المغازلة والتزاوج، لكنّها تفتقر إلى أي سمة من السمات الاجتماعية العليا؛ تُسمّى هذه الحالة بما قبل النزعة الاجتماعية. تُعتبر الأنواع التي تختبر مرحلة ما قبل النزعة الاجتماعية أكثر الأنواع الاجتماعية العليا شيوعًا، على الرغم من ضمّ الأنواع الاجتماعية العليا لأعداد كبيرة بشكل غير متكافئ.
نشر عالم الحشرات تشارلز دي. ميشنر نظام تصنيف لمن هم في مرحلة ما قبل النزعة السكّانية في عام 1969، إذ استند على عمل سوزان باترا السابق (التي صاغت مصطلح الاجتماعية العليا وشبه الاجتماعية في عام 1966). استخدم مبشنز هذه المصطلحات في دراسته للنحل، لكنّه رأى ضرورةً لإيجاد تصنيفات إضافية: دون الاجتماعية، والجماعية، ونصف الاجتماعية. لم يعمّم ميشنز هذه المصطلحات الثلاثة خارج نطاق دراسته للحشرات. حسّن إي. أو. ويلسون لاحقًا تعريف باترا لشبه الاجتماعية.

### دون الاجتماعية
تُعتبر دون الاجتماعية أمرًا شائعًا في مملكة الحيوان. يهتمّ الآباء بصغارهم لفترة من الوقت في الأصنوفات دون الاجتماعية. توصف هذه الحيوانات بأنها دون اجتماعية حتّى وإن كانت فترة الرعاية قصيرة للغاية. لا يُطلق على الحيوانات البالغة التي تنضمّ إلى البالغين الآخرين اسم دون الاجتماعية، بل تُدرج تحت تصنيفات أخرى وفقًا لسلوكياتها الاجتماعية. يُمكن القول بأن أفراد المجموعات التي تنضمّ إلى البالغين الآخرين أو تعشش لديها أحيانًا -فيما يُمكن اعتباره أكثر سلوكيات هذه الأصنوفات اجتماعيةً-انفراديةً لكنّها اجتماعيةً.